# DEL Winter Game

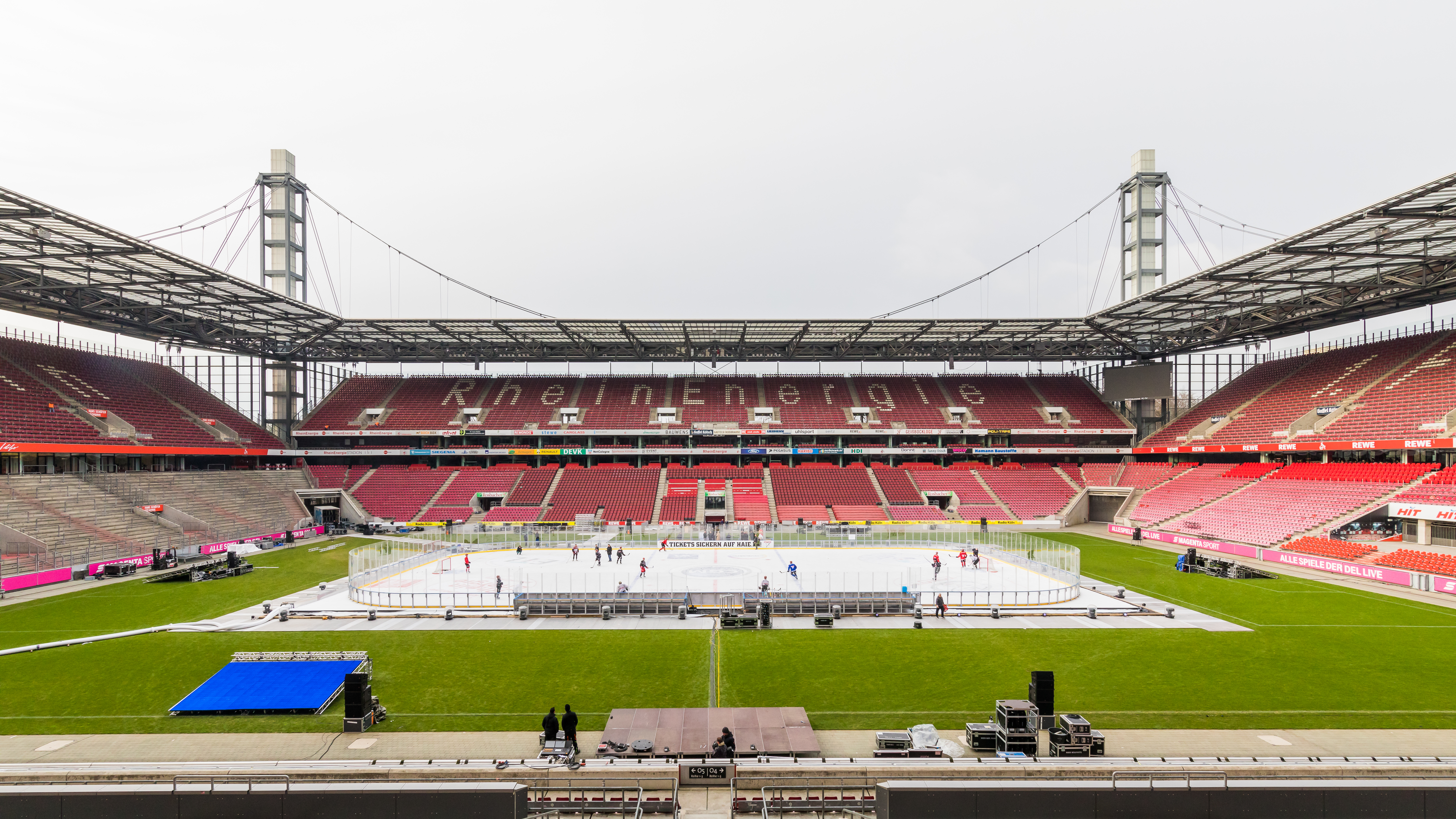
Eisfläche im Rheinenergiestadion 2019

Das DEL Winter Game ist ein Eishockeyspiel, das alle zwei Jahre zu Jahresbeginn ausgetragen wird. Es handelt sich um ein reguläres Ligaspiel der Deutschen Eishockey Liga, das in ein großes Fußballstadion verlegt wird. Bis 2025 wurden insgesamt sechs Spiele dieser Art an fünf verschiedenen Orten ausgetragen. Auch in der DEL2 und der Oberliga Nord wurden Spiele in Fußballstadien veranstaltet.

## Entstehung
Der Sponsor des DEL-Vereins Nürnberg Ice Tigers, Thomas Sabo, beschloss 2012, eine Partie seines Vereins nach dem Vorbild des NHL Winter Classic als Freiluftveranstaltung im Stadion Nürnberg auszutragen. Dafür wurde in Absprache mit der DEL die Begegnung der Ice Tigers gegen den amtierenden deutschen Meister Eisbären Berlin ausgewählt. Als Termin wurde der 5. Januar 2013 festgelegt, der in der Winterpause der Fußball-Bundesliga liegt, für die das Stadion sonst vor allem genutzt wird.
Ab dem 12. Dezember 2012 wurde das Stadion vorbereitet. Die den üblichen Vorgaben für DEL-Partien entsprechende Spielfläche mit Banden wurde auf einem 2500 m² großen Holzpodest auf dem Spielfeld angelegt. Drei Kältemaschinen stellten eine sieben Zentimeter dicke Eisschicht her, die mit einer Temperatur von −10 °C auch durch Lufttemperaturen über +5° und den anhaltenden Nieselregen am Spieltag nicht beeinträchtigt wurde. Die verbleibende Fläche des Innenraums – das Nürnberger Stadion besitzt auch eine Laufbahn und weitere Leichtathletikanlagen – wurde mit einem 15.000 m² großen weißen Teppich abgedeckt. Bis zum 12. Januar 2013 sollte die Anlage wieder abgebaut sein.
Verantwortlich für den Aufbau war der österreichische Techniker Gottfried Strauss, der 2010 auch die Gelsenkirchener Veltins-Arena für das Eröffnungsspiel der Eishockey-WM 2010 eingerichtet hatte. Etwa eine Million Euro kostete die Veranstaltung, die von Thomas Sabo und dem TV-Sender aufgebracht wurden.

## DEL Winter Game 2013
In der Partie besiegten die heimischen Nürnberg Ice Tigers die Eisbären Berlin mit 4:3 (0:0, 1:1, 3:2). Das Stadion war mit 50.000 Zuschauern ausverkauft, damit übertraf das Spiel den Europarekord für ein Liga-Freiluftspiel aus der Begegnung zwischen Jokerit und dem Helsingfors IFK, das am 5. Februar 2011 im Olympiastadion Helsinki vor 36.644 Besuchern stattgefunden hatte. Es war das erste Freiluftspiel in der Geschichte der DEL. Der österreichische TV-Sender ServusTV übertrug die Begegnung mit 25 Kameras, davon waren 9 Spezialkameras. Eine Kamera filmte die Veranstaltung von einem Hubschrauber aus.
Um das DEL-Spiel herum gab es außerdem ein umfangreiches Begleitprogramm. Dazu gehörten musikalische Auftritte unter anderem von The BossHoss und ein Alumni Game mit früheren deutschen Eishockeystars wie Erich Kühnhackl, Franz Reindl und Peppi Heiß.
| 5. Januar 2013 16:30 Uhr | Thomas Sabo Ice Tigers Connor James (32:42) Tim Schüle (42:05) Patrick Reimer (46:19) Jason Jaspers (53:47) | 4:3 (0:0, 1:1, 3:2) Spielbericht | Eisbären Berlin Florian Busch (39:58) André Rankel (42:32) Travis James Mulock (59:13) | Stadion Nürnberg, Nürnberg Zuschauer: 50.000 |

## DEL Winter Game 2015
Im März 2013 wurde von den DEL-Clubs beschlossen, das Winter Game in einem Zweijahresrhythmus auszutragen. Das zweite DEL Winter Game wurde am 10. Januar 2015 in Düsseldorf in der Esprit-Arena ausgetragen. In 21 Tagen wurde die Halle umgebaut und mit 90 km Kühlschläuchen 180.000 Liter Wasser in eine bespielbare Eisfläche verwandelt. Auf vier jeweils 28 m² große Leinwände im Stadion wurden Kameraaufnahmen übertragen. Gegner der Düsseldorfer EG waren im sogenannten Rhein-Derby die Kölner Haie. Das Spiel, das erneut von ServusTV übertragen wurde, endete mit 3:2 (1:0, 2:1, 0:1) für die DEG. Mit 51.125 Zuschauern wurde der Ligaspiel-Europarekord übertroffen, auch wenn die Arena nicht ganz ausverkauft war. Auch wurde kein neuer Freiluftrekord aufgestellt, da aufgrund stürmischer Wetterverhältnisse das Stadiondach geschlossen bleiben musste. Zum Rahmenprogramm gehörte erneut ein „Legenden-Spiel“, das von Spielern der 1990er Jahre ausgetragen wurde und von der Düsseldorfer EG mit 3:1 gewonnen wurde. Zum Ereignis gehörte außerdem noch ein Auftritt der schwedischen Band Mando Diao.
| 10. Januar 2015 16:30 Uhr | Düsseldorfer EG Travis Turnbull (19:09) Kris Sparre (23:18) Kris Sparre (26:22) | 3:2 (1:0, 2:1, 0:1) Spielbericht | Kölner Haie Philip Gogulla (39:13) Philip Gogulla (42:25) | Esprit-Arena, Düsseldorf Zuschauer: 51.125 |

## DEL Winter Game 2017
Das dritte DEL Winter Game fand am 7. Januar 2017 in Sinsheim statt. In der Rhein-Neckar-Arena, der Heimspielstätte des Fußball-Bundesligisten TSG 1899 Hoffenheim, kam es zum Baden-Württemberg-Derby zwischen den Schwenninger Wild Wings und den Adlern Mannheim.
Unter dem Motto „the good old hockey game“ wurde die aufgebaute Eisfläche in eine Seenlandschaft mit Holzbooten an Stegen und Retro-Werbebanden eingebettet. Der Umbau des Fußballstadions soll mehr als eine halbe Million Euro gekostet haben.
Bei minus vier Grad und Schneefall entschieden die Adler Mannheim das Spiel mit 7:3 (1:1,3:2,3:0) vor 25.022 Zuschauern für sich und schoben sich so auf den 3. Tabellenplatz vor.
| 7. Januar 2017 17:00 Uhr | Schwenninger Wild Wings Will Acton (16:47) Will Acton (20:38) Simon Gysbers (34:04) | 3:7 (1:1, 2:3, 0:3) Spielbericht | Adler Mannheim Brent Raedeke (5:51) Matthias Plachta (29:49) Luke Adam (31:26) Chad Kolarik (33:40) Chad Kolarik (53:21) Matthias Plachta (56:27) Marcus Kink (58:33) | Rhein-Neckar-Arena, Sinsheim Zuschauer: 25.022 |

## DEL Winter Game 2019

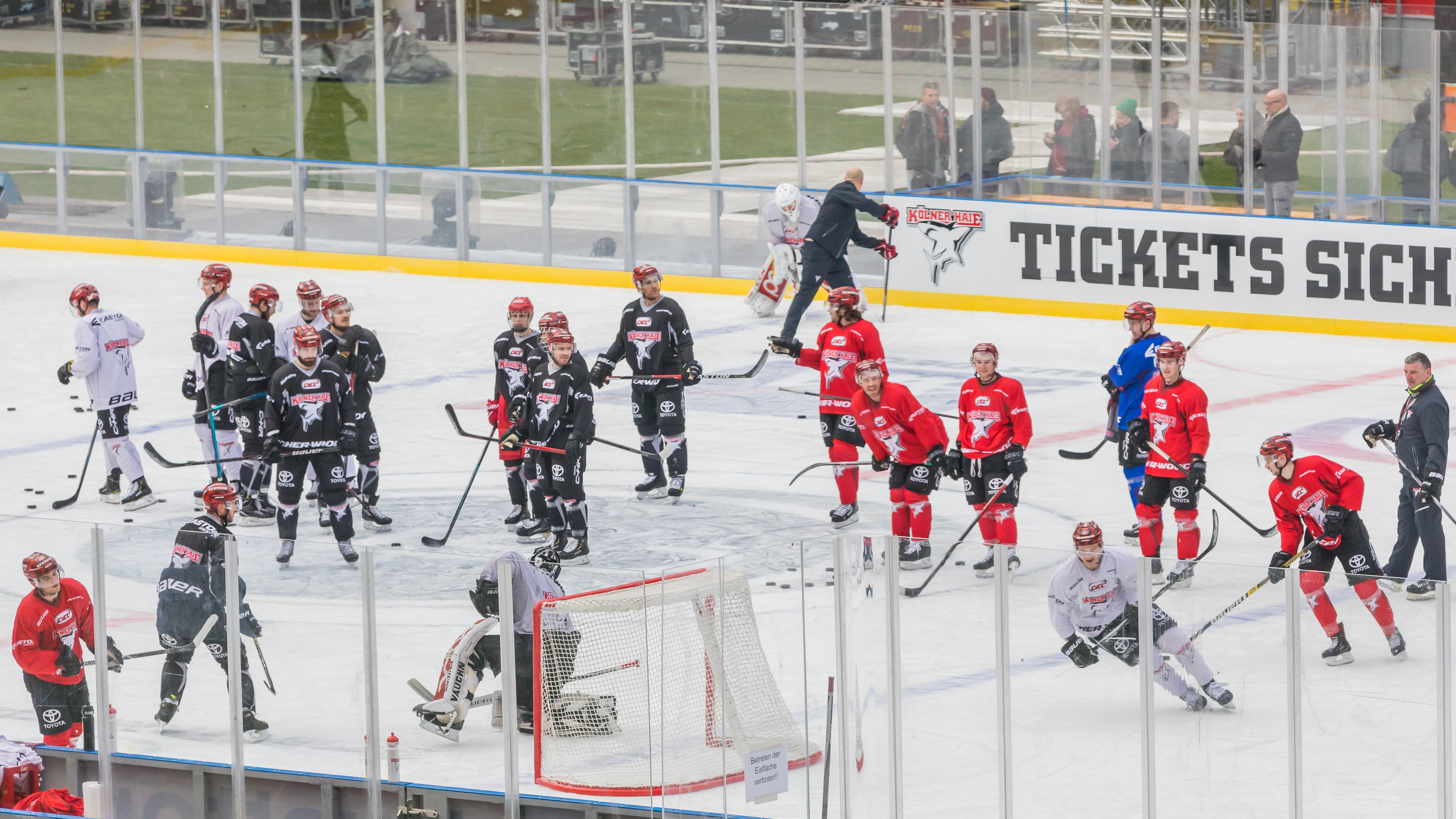
Training der Kölner Haie am 10. Januar 2019

Das vierte DEL Winter Game wurde am 12. Januar 2019 im Kölner Rheinenergiestadion, der Heimspielstätte des Fußball-Zweitligisten 1. FC Köln durchgeführt. Wie auch 2015 handelte es sich dabei um ein rheinisches Derby zwischen den Kölner Haien und der Düsseldorfer EG.
Das Winter Game und das Rahmenprogramm stand unter dem Motto gloria victori sit – („Ehre dem Sieger“) und sollte an die Zeit Kölns als römisches Kastell erinnern. Unter anderem liefen zur Pregame Show die Spieler als verkleidete Gladiatoren und Legionäre auf das Eis.
Das 222. rheinische Derby zwischen den Kölner Haien und der Düsseldorfer EG endete mit dem 100. DEG-Sieg 3:2 (1:0, 1:0, 0:2) in der Verlängerung und dem schnellsten Düsseldorfer Derby-Tor überhaupt gegen Köln. Bereits nach 46 Sekunden traf Philip Gogulla zum 1:0 für die DEG.
Das Spiel besuchten insgesamt 47.011 Zuschauer und das Eröffnungsbully wurde von Lukas Podolski durchgeführt.
| 12. Januar 2019 16:30 Uhr | Kölner Haie Colby Genoway (44:14) Felix Schütz (58:42) | 2:3 n. V. (0:1, 0:1, 2:0, 0:1) Spielbericht | Düsseldorfer EG Philip Gogulla (0:46) Philip Gogulla (33:50) John Henrion (62:14) | Rheinenergiestadion, Köln Zuschauer: 47.011 |

## DEL Winter Game 2022
Das fünfte DEL Winter Game fand wieder im Kölner Rheinenergiestadion statt, wo die Kölner Haie und die Adler Mannheim aufeinandertrafen. Das ursprünglich für den 9. Januar 2021 geplante Spiel wurde wegen der COVID19-Pandemie erst auf den 1. Januar 2022 und dann erneut auf den 3. Dezember 2022 verschoben.
Das Spiel fand bei winterlichen Temperaturen vor 40.163 Zuschauern statt. Die Kölner Haie konnten im dritten Anlauf zum ersten Mal einen Sieg im Winter Game verbuchen und gewannen gegen die Adler aus Mannheim mit 4:2 nach Ende der regulären Spielzeit.
Im Umfeld des DEL Winter Games fanden weitere Open-Air-Spiele im Rheinenergiestadion statt. Die Eisfläche wurde zudem für den öffentlichen Eislauf zur Verfügung gestellt. Im Rahmen der Cologne Stadium Series spielten am 10. Dezember 2022 zuerst die Frauen des Kölner EC in der 2. Liga Nord gegen den EC Bergisch Land (2:1 vor 180 Zuschauern) und dann die Kölner Junghaie in der DNL gegen die Eisbären Juniors Berlin (7:2 vor 241 Zuschauern). Die Haie trafen in der DEL am 22. Dezember 2022 vor 14.352 Zuschauern auf die Fischtown Pinguins Bremerhaven (1:2) und am 8. Januar 2023 vor 14.915 Zuschauern auf die Augsburger Panther (5:2).
| 3. Dezember 2022 16:30 Uhr | Kölner Haie Maximilian Kammerer (01:00) Louis-Marc Aubry (11:28) Nick Bailen (31:59) David McIntyre (32:54) | 4:2 (2:0, 2:1, 0:1) Spielbericht | Adler Mannheim Ryan MacInnis (28:29) Borna Rendulić (45:30) | Rheinenergiestadion, Köln Zuschauer: 40.163 |

## DEL Winter Game 2025
Das sechste DEL Winter Game fand erstmals im Frankfurter Deutsche Bank Park statt. Vor dem Spiel traten Michael Schulte, die Rapper Vega und Bosca sowie Henni Nachtsheim auf, der die Hymne der Löwen sang, „Kühler Kopf und hessisches Herz“. Eine Traditionsmannschaft von Eintracht Frankfurt um Karl-Heinz Körbel spielte Eisfußball.
Die Löwen Frankfurt gewannen das Derby gegen die Adler Mannheim vor 45.110 Zuschauern mit 5:1. Für die Löwen war es das erste DEL Winter Game, nachdem sie 2016 und 2019 bereits zwei Heimspiele in der DEL2 in Fußballstadien ausgetragen hatten. Das DEL2 Summer Game 2016 fand dabei ebenfalls im damals Commerzbank-Arena genannten Stadion statt. Auch für die Adler Mannheim war es das dritte Stadionspiel.
| 4. Januar 2025 18:00 Uhr | Löwen Frankfurt Daniel Wirt (24:23) Cameron Brace (46:51) Dennis Lobach (47:48) Maksim Matushkin (49:33) Linus Fröberg (54:07) | 5:1 (0:0, 1:0, 4:1) Spielbericht | Adler Mannheim Matthias Plachta (52:34) | Deutsche Bank Park, Frankfurt am Main Zuschauer: 45.110 |

## DEL Winter Game 2026
Das siebte DEL Winter Game findet am 10. Januar 2026 im Rudolf-Harbig-Stadion in Dresden statt. Die Dresdner Eislöwen empfangen die Eisbären Berlin.
Für die Eislöwen ist es nach dem Aufstieg in die DEL 2025 das erste DEL Winter Game. In der DEL2 waren sie bereits an drei Event Games beteiligt. Die Eisbären bestreiten ihr zweites Winter Game. Für das Rudolf-Harbig-Stadion ist es das dritte Eishockey-Event nach dem Winter Derby 2016 und dem Hockey Open Air 2020.
| 10. Januar 2026 | Dresdner Eislöwen | –:– (–:–, –:–, –:–) | Eisbären Berlin | Rudolf-Harbig-Stadion, Dresden |